# Siegfried Popper
Siegfried Popper (Praga, 5 gennaio 1848 – Praga, 19 aprile 1933) è stato un ammiraglio e ingegnere austro-ungarico, che dal 1904 al 1907 fu capo ingegnere generale (Generalingenieur) delle costruzioni navali della k.u.k. Kriegsmarine, e unico a ricevere il grado di contrammiraglio per decisione dell'imperatore Francesco Giuseppe. Fu progettista della navi da battaglia delle classi Monarch, Habsburg, Erzherzog Karl, Radetzky, e consulente per quelle della classe Tegetthoff.

## Biografia

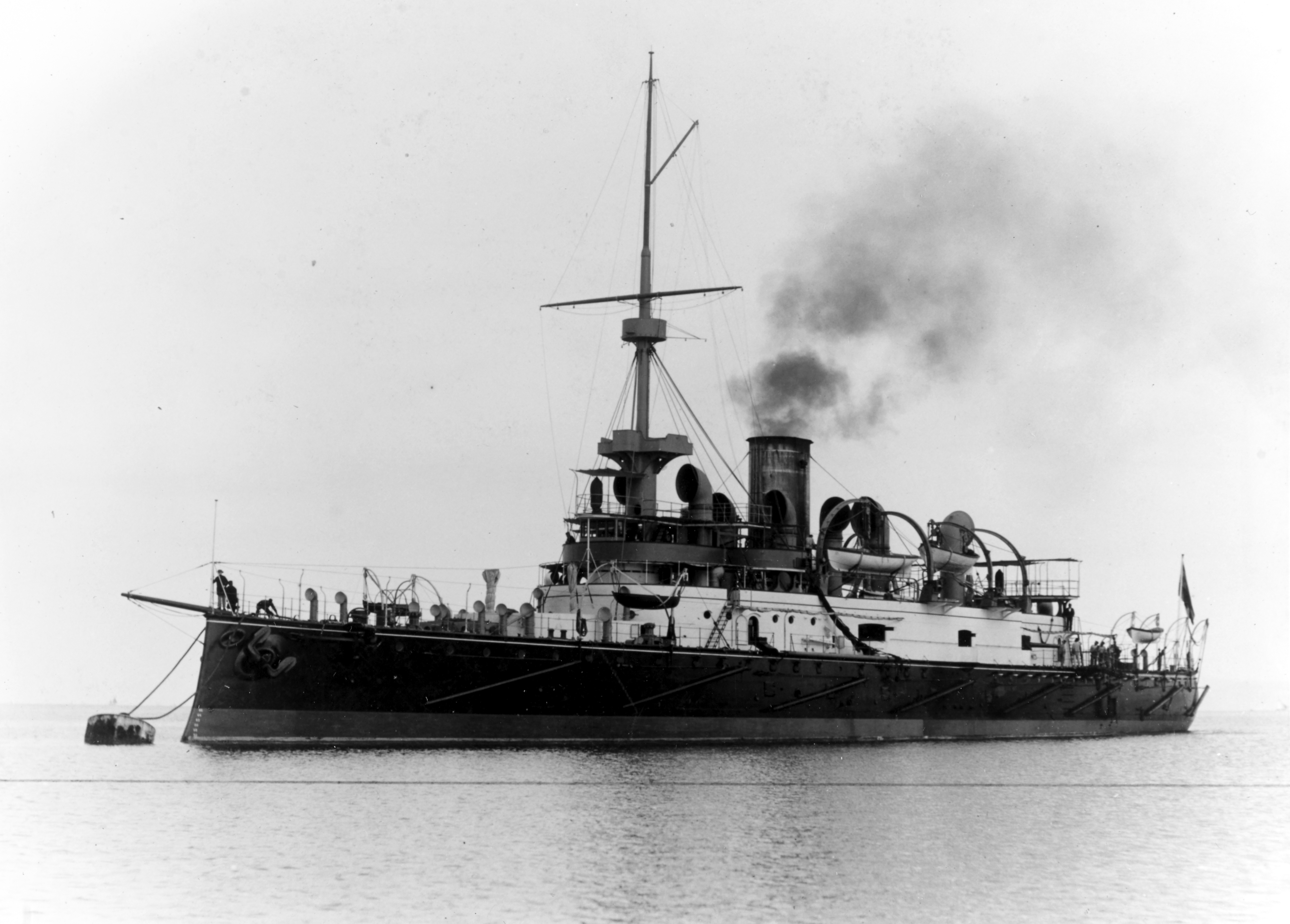
Nave da battaglia costiera SMS Wien in una fotografia del 1895.

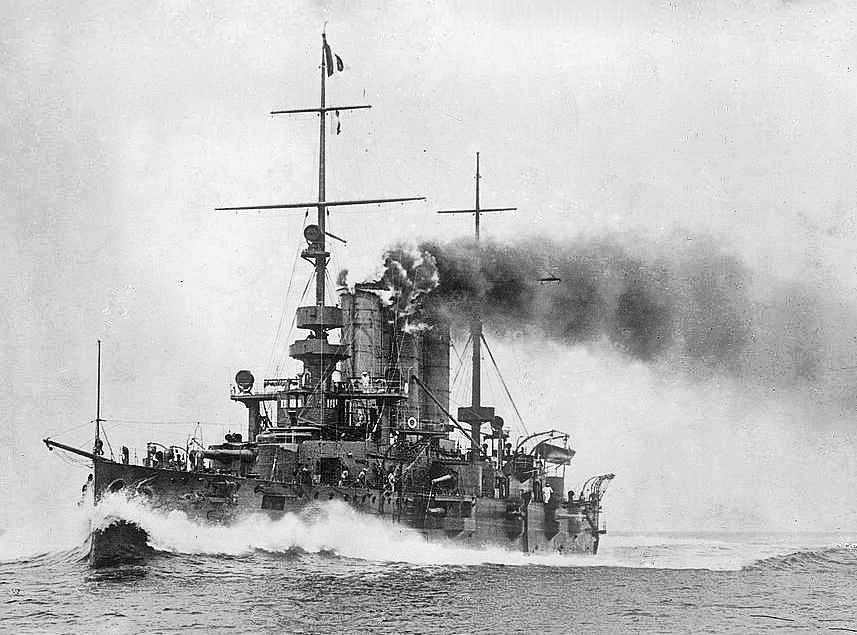
La corazzata SMS Erzherzog Ferdinand Max, realizzata nel 1905.

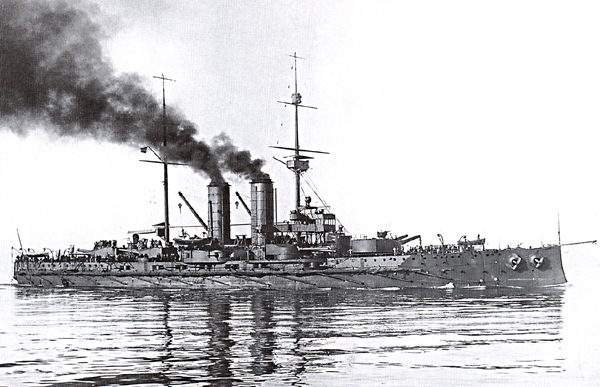
La predreadnought SMS Radetzky, del 1909.

Nacque a Praga il 5 gennaio 1848, figlio di Joachim, un commerciante di alto livello (Galanteriewarenhändler) e della signora Anna Schulhof. Dopo aver frequentato la Nikolander Realschule (scuola tecnica), studiò per un anno presso l'Università tecnica di Praga, conseguendo quindi una laurea triennale in ingegneria meccanica presso il Karlsruher Institut für Technologie.
Trascorse tre anni a lavorare in vari stabilimenti industriali a Praga prima di entrare nella k.u.k. Kriegsmarine il 1 dicembre 1869 come disegnatore tecnico. Dal 1871 fu coinvolto nella realizzazione di navi da guerra presso i cantieri navali San Rocco e  San Marco di Trieste. Iniziò a progettare navi nel 1887, quando elaborò i piani per l'incrociatore protetto Tiger. In seguito supervisionò la costruzione di diverse navi da guerra austro-ungariche, tra cui le torpediniere Adler e Falke a Newcastle (Gran Bretagna), degli incrociatori-torpediniere Panther, Leopard, Tiger, degli incrociatori corazzati Maria Theresia, Kaiser Karl VI, Sankt Georg, e delle navi da battaglia Wien, Monarch, Budapest, Habsburg, Arpad, Babenberg, Erzherzog Karl e Erzherzog Friedrich. Il 30 aprile 1904 fu nominato capo ingegnere generale (Generalingenieur), appositamente creato per lui. L'imperatore Francesco Giuseppe lo incaricò di condurre studi sulla possibilità di acquistare due sottomarini del tipo progettato dall'ingegnere americano Simon Lake, cosa che poi avvenne con grande soddisfazione dell'acquirente.
Fino al suo ritiro, il 1 aprile 1907, fu responsabile della progettazione di tutte le navi da guerra austro-ungariche. Nel 1916 gli fu conferita la laurea honoris causa dall'università di Vienna, che revocò nel 1930 con l'introduzione della "Numera Clausa". L'imperatore tedesco Guglielmo II gli offrì una cattedra presso l'università tecnica di Berlino, a Charlottenburg, ma dovette reclinare l'offerta a causa delle pessime condizioni di salute, avendo  difficoltà di udito e gravi problemi di vista. Dopo aver lasciato la marina divenne consulente presso lo Stabilimento Tecnico Triestino, che era all'epoca l'unico cantiere navale della Duplice Monarchia in grado di produrre grandi navi da guerra. In questa veste venne coinvolto nella progettazione delle navi da battaglia classe Tegetthoff. Dopo il pensionamento dedicò molto del suo tempo alla traduzione della letteratura ebraica in lingua tedesca. A causa della sua sordità fu investito da un tram a Praga e morì alcuni giorni dopo, il 19 aprile 1933.

### Fonti
1. 1 2 3 4 5 6 7 8 9  Österreichisches Biographisches Lexikon.
2. 1 2 3 4  Jewish Encyclopedia.
3. ↑  Geneanet.
4. ↑  Poluhowich 1999, p. 99.